# グローム・ホールディングス
グローム・ホールディングス株式会社（GLOME Holdings,Inc.）は東京都港区に本社を置く持株会社。東証グロース上場。

## 概要
医療機関への経営指導などのサービスを提供しており、かつての主力事業である不動産事業からは完全撤退予定である。

## 沿革
- 1987年（昭和62年）6月 - 株式会社フォルザインターナショナルを設立。
- 1992年（平成4年）7月 - 本荘エステート株式会社に商号変更し、株式会社本荘（現株式会社エステート開発）から営業譲渡を受け、不動産賃貸業を開始。
- 1995年（平成7年）7月 - 株式会社ロジコムに商号変更。
- 2005年（平成17年）3月 - 大阪証券取引所ヘラクレス市場（現・ジャスダック）に株式を上場。
- 2016年（平成28年）
  - 3月 - 株式会社ダヴィンチ・ホールディングスと不動産ファンド事業等において資本・業務提携契約を締結。
  - 6月 - 連結子会社だったロジコムリアルエステート株式会社をダヴィンチ・ホールディングス傘下の株式会社リータへ全株式を譲渡した。
  - 10月 - LCホールディングス株式会社に商号変更、事業をロジコム分割準備株式会社に会社分割し、持株会社体制へ移行。ロジコム分割準備株式会社が商号を株式会社ロジコム（2代）に変更。
- 2018年（平成30年）12月 - 連結子会社だった株式会社ロジコムの全株式を株式会社シーアールイーへ譲渡した。
- 2019年（令和元年）10月 - グローム・ホールディングス株式会社に商号変更。
- 2020年（令和2年）
  - 5月 - 連結子会社だった株式会社LCパートナーズの全株式を株式会社ビーロットへ譲渡した。
  - 12月 - 連結子会社だった株式会社LCレンディングの全株式をJトラストの子会社である株式会社プロスペクト・エナジー・マネジメントへ譲渡した。

## 連結子会社
- グローム・マネジメント株式会社（100%） - 所在地：東京都港区赤坂1-12-32　アーク森ビル31F

- グローム・ワークサポート株式会社（100%）- 所在地：東京都港区赤坂1-12-32　アーク森ビル31F

## 不祥事
証券取引等監視委員会は、2018年3月15日以降、当時の代表取締役社長A、当時の取締役Bや社外の人物数人に対するインサイダー取引を犯則嫌疑事実として、LCホールディングス並びに関連会社に対し強制調査を実施した。LCホールディングスは同年6月11日に、LCホールディングスの業務の遂行に支障を来し、グループ全体の事業戦略に大きな影響を与えると判断し、この事実を公表した。代表取締役社長Aは同年4月4日に退任した他、取締役Bも同年6月11日までに退任した。
証券取引等監視委員会は2018年11月13日に、元代表取締役社長A、元取締役B、Bの息子であるCを金融商品取引法違反（インサイダー取引）の嫌疑で東京地方検察庁へ告発した。対象となった犯則事実は、2016年1月中旬頃、Aがロジコムの第三者割当増資を実施することや、ロジコムとダヴィンチ・ホールディングスとの業務提携を行うことを知りながら、同年1月下旬から2月中旬頃にかけて、Bに対し、法定の除外事由がないにもかかわらず、証券会社を介して東京証券取引所にてロジコム株式を買い付けを行っていたいた疑い。LCホールディングスは、東京地方検察庁の調査に協力するとしている。元代表取締役社長A、元取締役B、Bの息子であるCは同年11月16日に東京地方検察庁から在宅起訴された。